# Bafucin

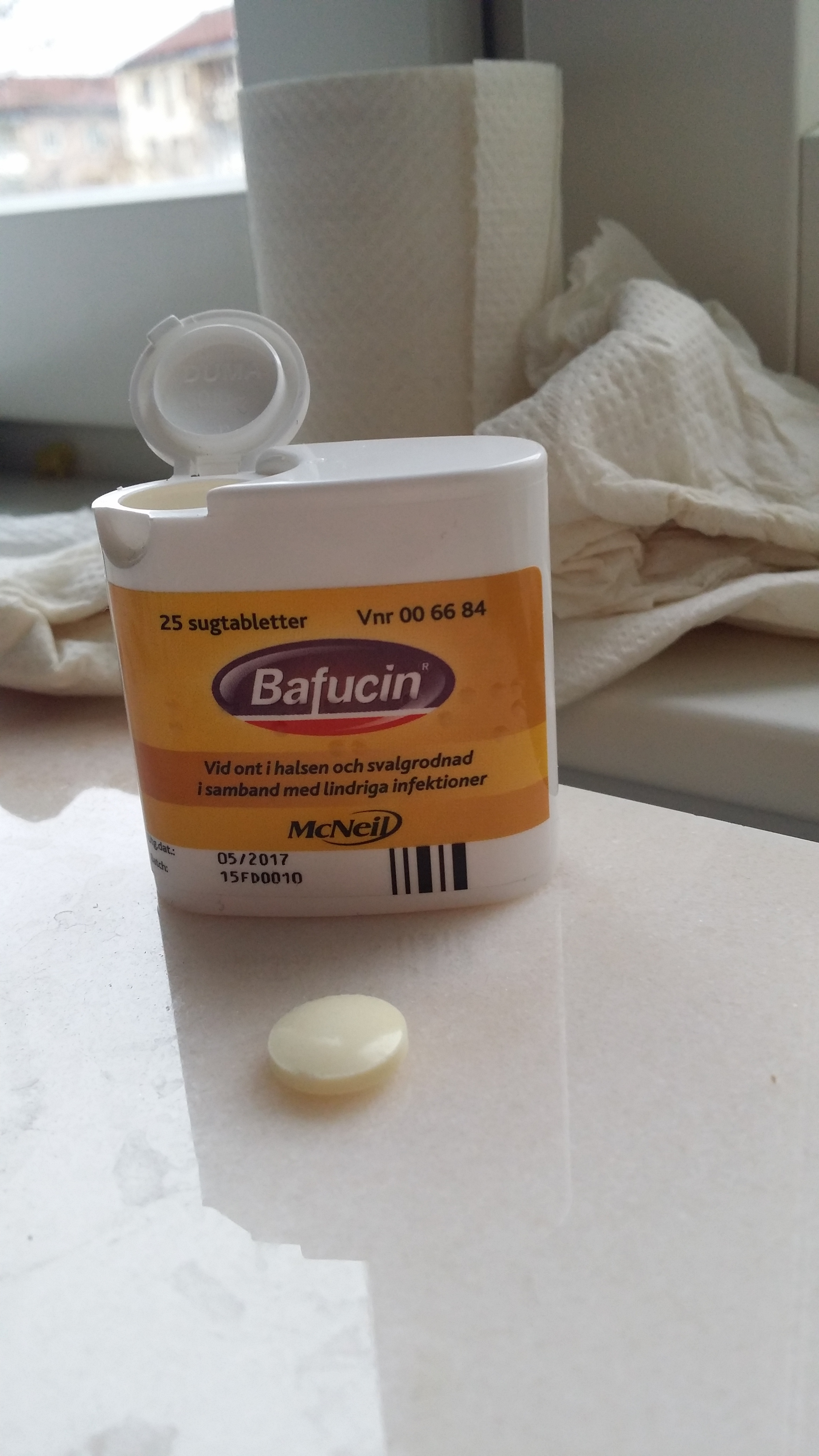
En ask Bafucin sugtabletter.

Bafucin var en receptfri medicinsk halstablett för att lindra halsont. Sedan augusti 2022 tillhandahålls den ej i Sverige.

## Beskrivning
Tabletten innehåller bland annat antibiotikumet gramicidin. Cetylpyridinklorid och diklorbensylalkohol är bakteriedödande ämnen. Bensokainet har en lokalbedövande funktion vilket verkar smärtlindrande. Bafucin finns i två olika smaker, mint och original. Halstabletterna är trippelverkande; hämmar bakterier, lindrar rodnad och bedövar smärta, vilket innebär att tabletterna fungerar på tre olika sätt för att lindra halsont.

### Tillverkare
Bafucin tillverkas av McNeil AB.
Tidigare fanns en variant benämnt Bafucin, PASTILLER, tillverkad av Ferrosan AB, men den avregistrerades 1967-01-01.

### Användning och dosering
Bafucin kan användas av barn över 5 år och vuxna. Normal dosering är en tablett varannan timme. Annan dos enligt utskrivande doktors ordination.

### Graviditet
Inga problem har konstaterats vid graviditet.

### Amning
Okänt om någon substans följer med i mjölken.

### Körförmåga
Körförmågan förblir opåverkad.

### Biverkningar
Sällsynta: färre än 1 av 1000 påverkas: Nässelfeber och hudutslag, Svullnad i ansiktet och på läppar (Angioödem).

### Innehåll aktiva ingredienser
- Bensokain - Smärtlindrande
- Gramicidin - Antibiotika
- Cetylpyridiniumklorid - Bakteriedödande
- Diklorbensylalkohol - Bakteriedödande

### Övriga ingredienser av intresse
- Sorbitol - Sockerart

### Anmälan av Läkemedelsverket 2009
Bafucin, och det tillverkande företaget McNeil Sweden AB, blev i februari 2009 anmälda av Läkemedelsverket för att i radioreklam inte tillräckligt tydligt visat på att Bafucin är ett läkemedel. McNeil Sweden AB erlades att betala en avgift på 40 000 SEK och förtydliga sitt budskap i radioreklamen.

### Fotnoter
1. ↑  ”FASS "bafucin"”. FASS. https://www.fass.se/LIF/result?query=bafucin&userType=0. Läst 13 november 2024.
2. ↑  ”Bafucin sugtabletter och Bafucin mint sugtabletter”. FASS.se. 12 januari 2007. http://www.fass.se/LIF/produktfakta/artikel_produkt.jsp?NplID=19650520000141&DocTypeID=7&UserTypeID=2. Läst 21 maj 2008.
3. ↑  ”Bafucin halstabletter”. McNeil Förkylningsexperten. Arkiverad från originalet den 30 september 2013. https://web.archive.org/web/20130930081133/http://www.mcneilforkylningsexperten.se/bafucin-halstabletter. Läst 25 juni 2013.
4. ↑  ”McNeil Sweden AB”. Arkiverad från originalet den 1 oktober 2013. https://web.archive.org/web/20131001001846/http://www.mcneilforkylningsexperten.se/juridiskt. Läst 25 juni 2013.
5. ↑  ”Dosering och användning”. FASS.se. http://www.fass.se/LIF/produktfakta/artikel_produkt.jsp?NplID=19650520000141&DocTypeID=7&UserTypeID=2#usage-and-administration.
6. ↑  ”Angående marknadsföring av Bafucin® i reklaminslag i radiokanaler.”. Nämnden för bedömning av läkemedelsinformation (NBL). Arkiverad från originalet den 29 juni 2013. http://archive.today/2013.06.29-172121/http://www.lif.se/default.aspx?id=38434&ptid=19178.